# Florence Joy
Florence Joy (ur. 16 lipca 1986 w Zeven w Dolnej Saksonii) – niemiecka piosenkarka i aktorka.
Florence Joy śpiewa od 4 roku życia, początkowo w kościelnym chórze i spektaklach dla dzieci. W roku 2004 wzięła udział w programie Star Search 2 w niemieckiej telewizji SAT1, występując w finale i podpisując dwuletni kontrakt z wytwórnią Universal Records. Krótko po tym wydała album 'Hope'. Piosenka 'Consequence of Love' (2004) znajdowała się na 14. miejscu niemieckich list przebojów. 
Florence Joy spotyka się regularnie (i niemal wyłącznie) na chrześcijańskiej scenie muzycznej. Brała udział w niemieckich nagraniach firmowanych przez Hillsong. Występuje w wielu programach religijnych, m.in. Hour of Power (transmitowanym w Niemczech przez telewizję VOX).